# بوبره
بوبره (به فرانسوی: Beaubray) یک کمون (فرانسه) در فرانسه است که در شهرستان اور واقع شده‌است. بوبره ۱۵٫۴۳ کیلومتر مربع مساحت دارد ۱۷۵ متر بالاتر از سطح دریا واقع شده‌است.